# Félix Fries
Félix Fries (* 7. Oktober 1800 in Straßburg; † 16. Juni 1859 ebenda) war ein französischer Architekt.

## Leben
Fries wurde als Sohn des Schullehrers Jean-Philippe Fries und dessen Ehefrau Dorothée, geb. Karth, in eine lutherische Familie geboren. Er studierte zwischen 1820 und 1825 Architektur bei Jean-Nicolas Huyot an der École des Beaux-Arts in Paris, wo er 1825 mit dem zweiten Preis in Architektur ausgezeichnet wurde. Anschließend kehrte er ins Elsass zurück und wurde gemeinsam mit Jean-Geoffroy Stotz mit dem Bau des Nouveau quartier in Mülhausen beauftragt. Eine Studienreise führte ihn 1829 nach Italien, wo er Pompeji, Rom, Florenz, Arezzo und Palermo besuchte. Skizzen und Zeichnungen von der Reise befinden sich heute im Bestand des Straßburger Kupferstichkabinetts.
1831 wurde Fries mit kommunalen Bauaufgaben in Straßburg beschäftigt. 1832 erhielt er eine Anstellung als Gehilfe des Stadtarchitekten. Er übernahm im Februar 1833 Umbauarbeiten am später abgebrochenen Temple Neuf zur Einrichtung der Stadtbibliothek im Chor der Kirche und fertigte in diesem Zusammenhang eine farbige Dokumentation der abgebrochenen mittelalterlichen Fenster an. Auch die Fenster der Wilhelmskirche in Straßburg hat er später in farbigen Zeichnungen festgehalten. 1835 bis 1837 war Fries Architekt am Straßburger Münster. Ende der 1830er Jahre entwarf er die Gebäude für die Eisenbahn von Straßburg nach Basel. 1855 trat er in den Ruhestand.